# SN 2005my
SN 2005my – supernowa typu II odkryta 30 grudnia 2005 roku w galaktyce E302-G27. W momencie odkrycia miała maksymalną jasność 17,80m.